# Église de Pertteli
L'église de Pertteli   (en finnois : Perttelin kirkko) est une église médiévale en pierre construite à Pertteli dans la municipalité de Salo en Finlande,,,.

## L'église
La nef de l'église médiévale dédiée à Saint-Barthélemy date du XVe siècle.
La salle d'armes en pierre grise est bâtie en 1750 et la sacristie actuelle en 1828.
Les vitraux de l'église ont été agrandis et élargis en 1881.
La forme médiévale des fenêtres anciennes est visible au-dessus des fenêtres existantes,. 
L'autel a été construit en briques en 1690, légèrement plus haut que l'autel médiéval et, contrairement à l'original, juste contre le mur. 
Le retable a été peint par Robert Wilhelm Ekman en 1870.
Son sujet est le Christ à Gethsémani réconforté par un ange, avec des disciples endormis se profilant à l'arrière-plan et Judas et des soldats arrivant au loin,. 
La nef est néogothique. Dans la sacristie de l'église se trouve un ancien retable "La Sainte Communion", réalisé par Lauri Myra en 1696,.
Parmi les objets de l'église, des sculptures médiévales, dont le crucifix de l'année 1500.
La chaire actuelle date de 1888, la première du XVIIIe siècle,.

## Le clocher et le cimetière
Le clocher de l'église a été construit entre 1729 et 1730, et ses parties supérieure et inférieure ont été rehaussées en 1840. 
Un incendie qui a sévi en 1888 a détruit la tour dont la partie supérieure en bois a été restaurée l'année suivante par Helge Rancken qui lui a donné ses caractéristiques néogothiques actuelles.

## Classement
Le long de la route Hiidentie se trouve l'ancien presbytère d'Uskela.
L'église de Pertteli et Hiidentie (fi) et les vallées d'Uskela et d'Halikonjoki sont classées parmi les sites culturels construits d'intérêt national en Finlande par la Direction des musées de Finlande.